# Korovi
Korovi (en serbe cyrillique : Корови) est un village de Bosnie-Herzégovine. Il est situé dans la municipalité de Srbac et dans la république serbe de Bosnie. Selon les premiers résultats du recensement bosnien de 2013, il compte 357 habitants.

## Démographie

### Évolution historique de la population dans la localité
| 1948 | 1953 | 1961 | 1971 | 1981 | 1991 | 2013 |
| ---- | ---- | ---- | ---- | ---- | ---- | ---- |
| 481  | 492  | 552  | 563  | 544  | 534  | 357  |

|  |